# Mučínska vrchovina
Mučínska vrchovina je geomorfologický podcelek Cerové vrchoviny. Nejvyšší vrchol podcelku je 392 m n. m. vysoký pohraniční vrch Hallgato.

## Polohopis
Podcelek zabírá západní část pohoří a z jižní strany ho vymezuje Slovensko - maďarská hranice. Na území Slovenska ho ze západu a severu ohraničují Novohradské terasy Lučenecké kotliny. Východním směrem pokračuje Cerová vrchovina podcelkem Fiľakovská brázda, na jihovýchodě navazuje Hajnáčska vrchovina. 

## Významné vrcholy
- Hallgato - nejvyšší vrch podcelku (392 m n. m.)
- Velké Hradiště (387 m n. m.)
- Blatný vrch (359 m n. m.)

## Chráněná území
- Mučínska jaskyňa - přírodní památka [2]